# Straight Ahead (David Fathead Newman)
| Recensione | Giudizio |
| ---------- | -------- |
| AllMusic   | [ 1 ]    |

Straight Ahead è un album discografico del sassofonista jazz statunitense David "Fathead" Newman, pubblicato dalla casa discografica Atlantic Records nel giugno del 1961.

## Tracce
Lato A
1. Batista's Groove – 7:25 (Marcus Belgrave)
2. Skylark – 4:35 (Johnny Mercer, Hoagy Carmichael)
3. Night of Nisan – 7:52 (Dave Newman)

Lato B
1. Cousin Slim – 7:06 (Dave Newman)
2. Summertime – 6:32 (Du Bose Heyward, Ira Gershwin, George Gershwin)
3. Congo Chant – 4:19 (Dave Newman)

## Musicisti
- David "Fathead" Newman - sassofono tenore (brani: Batista's Groove e Cousin Slim)
- David "Fathead" Newman - sassofono alto (brani: Skylark e Congo Chant)
- David "Fathead" Newman - flauto (brani: Night of Nisan e Summertime)[3]
- Wynton Kelly - pianoforte
- Paul Chambers - contrabbasso
- Charlie Persip - batteria

Note aggiuntive
- Nesuhi Ertegun - produttore e supervisore
- Registrato il 21 dicembre 1960 a New York City, New York (Stati Uniti)
- Tom Dowd e Phil Iehle - ingegneri delle registrazioni
- Lee Friedlander - fotografia copertina album
- Loring Eutemey - design copertina album
- Don Gold - note retrocopertina album[4]